# 双溪口镇
双溪口乡，是中华人民共和国湖南省常德市桃源县下辖的一个乡镇级行政单位，镇人民政府驻复兴，总面积66平方千米，总人口约为2.5万人左右（2017年）。
原為双溪口鄉。2017年2月，双溪口鄉與桃源縣另外4個鄉撤鄉設鎮，但保留各自的行政区域。

## 行政区划
双溪口乡下辖以下地区：
杨家坪村、烽火岗村、洞湾村、金紫山村、福善岗村、一字山村、黄龙村、复兴村、龙珠山村、东阳山村和先锋村。